# Ramon Orriols i Canals
Ramon Orriols i Canals   (Badalona, 19 de juliol de 1912 - Caracas, 19 de setembre de 1986) fou un futbolista català de la dècada de 1930.

## Trajectòria
Jugava a la posició de defensa dret. Jugà al FC Badalona, des d'on fitxà pel RCD Espanyol, club amb el qual disputà tres partits a primera divisió. El 1931 marxà al Sevilla FC, on jugà 3 partits de la Copa d'Andalusia i diversos amistosos. El 1932 fitxà pel Gimnàstic FC de València i el desembre del mateix any per l'Elx CF. La temporada 1935-1936 tornà a jugar a primera divisió, disputant 8 partits amb l'Hèrcules CF. Durant la Guerra Civil espanyola jugà a l'Iluro SC i al FC Vic i novament al seu club d'origen, el FC Badalona, on continuà acabada la guerra. La temporada 1942-43 jugà novament amb l'Elx CF. També disputà tres partits amb la selecció de futbol de Catalunya l'any 1931.